# Yumi Hotta
Yumi Hotta (堀田 由美, Hotta Yumi) est une scénariste japonaise de mangas, née le 15 octobre 1957 dans la préfecture d'Aichi.

## Biographie
Hotta est connue comme l'auteur du manga à succès Hikaru no Go, sur le jeu de go. L'idée de Hikaru no Go a commencé quand Yumi Hotta a joué à un jeu de go avec son beau-père. Elle a pensé que ce pourrait être amusant de créer un manga basé sur ce jeu traditionnel, qui était à l'origine appelé Kokonotsu no Hoshi. Elle a travaillé plus tard avec Takeshi Obata (dessinateur) et Yukari Umezawa (5e dan, superviseur) dans la création de Hikaru no Go. En 2000, elle a gagné le Prix manga Shogakukan et en 2003 le Prix Tezuka Award Winners Shinsei ("nouvel espoir") pour Hikaru no Go.
Le mari de Yumi Hotta est Kiyonari Hotta (堀田 清成), un mangaka connu pour des mangas sur les courses de chevaux. Il est aussi très connu en tant que contributeur au journal Chunichi Shimbun dans lequel il dessine sous le nom de plume Yumi Hotta (ほった ゆみ, Hotta Yumi), rendant le nom de Yumi Hotta connu même avant Hikaru no Go. Bien que Yumi Hotta ait été responsable du projet Hikaru no Go, dans la majeure partie de la série Yumi Hotta et Kiyonari Hotta ont travaillé ensemble en tant qu'équipe mari et femme.

## Œuvres
- Hikaru no go (dessins : Takeshi Obata)

## Récompenses
Son manga Hikaru no go remporte le Prix Shōgakukan dans la catégorie shōnen en 2000 et le « Prix de la nouveauté » du Prix culturel Osamu Tezuka en 2003.